# Hibernia Atlantic

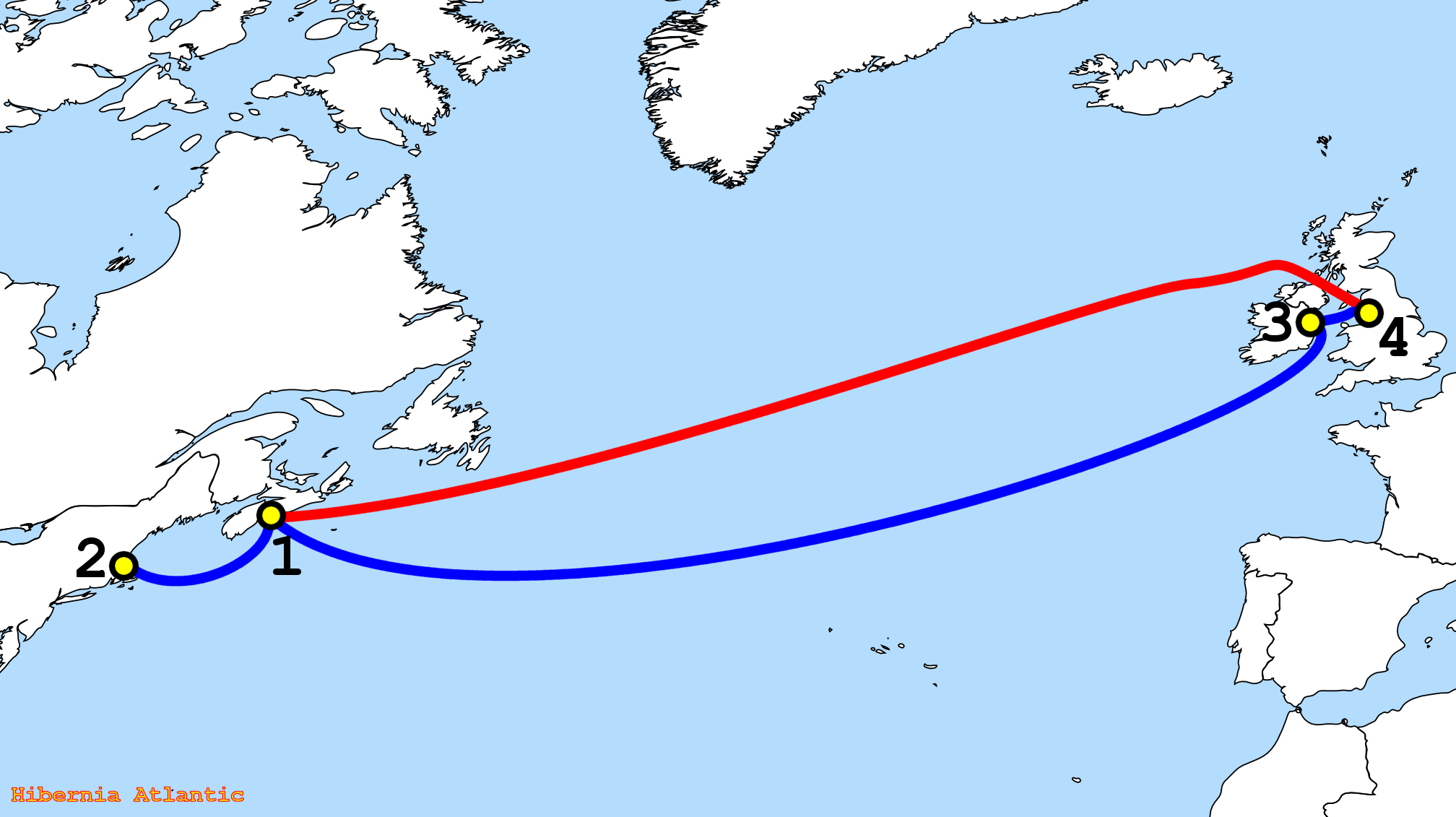
Carte des câbles Hibernia Atlantic

Le câble sous-marin de communication transatlantique Hibernia Atlantic est une connexion qui relie le continent américain à l'Europe. Le câble nord va de Halifax à Southport, le câble sud de Halifax à Dublin.
Ils délivrent un débit de 40 Gbit/s